# Afroroncus sulcatus
Afroroncus sulcatus är en spindeldjursart som beskrevs av Volker Mahnert 1981. Afroroncus sulcatus ingår i släktet Afroroncus och familjen Ideoroncidae. Inga underarter finns listade i Catalogue of Life.